# Língua sakapultek
Sakapultek  ou é uma língua maia muito intimamente relacionada à língua quiché. Falada por cerca de 15 mil pessoas no departamento de Sacapulas, El Quiché na Cidade da Guatemala.

## Amostra de texto
Li tziij Tujaal Sakapulteko jun chix’al li jun wunaq jun chi tziij ya’m riq’iijramal li K’ulb’il Yol Twitz Paxil, ela’ kikoj li wunaq che ek’o pil juyb’al re Tujaal.Pi li ripetik li kaxtilan li tziij qaj richoq’ab’, mal e li kaxtilan, xikoj richoq’ab’ ela’xaq’ansis riq’iij.
Português
A língua Sakapulteko é uma das 21 reconhecidas pela K'ulb'il Yol TwitzPaxil, Academia Guatemalteca de Línguas Maias. É falada no âmbito geográfico dos departamentos de Quiché, no município de Sacapulas